# اورانژری
اورانژری (به لاتین: Oranzherei) یک منطقهٔ مسکونی در روسیه است که در استان آستراخان واقع شده‌است.